# Кониртобе (Келеський район)
Кониртобе́ (каз. Қоңыртөбе) — село у складі Келеського району Туркестанської області Казахстану. Входить до складу Ошактинського сільського округу.
Населення — 1429 осіб (2021; 1770 у 2009, 1783 у 1999, 853 у 1989).